# ミスティックブルー
ミスティックブルーは、2008年12月にビスティが発売した、美しい珊瑚礁を背景に、癒し系女優吉岡美穂が活躍するパチンコ機のシリーズ名。

CRミスティックブルー XF-TとCRAミスティックブルー BSR、CRAミスティックブルー BSの3機種がある。

## 概要
液晶型のデジパチ。世界遺産でもあるオーストラリアの珊瑚礁グレートバリアリーフを舞台に、美しい海と癒し系女優の吉岡美穂のコラボによる、癒し系パチンコとして登場。

演出面では通常時から大当たり中に至るまで、美しい海辺や海中を舞台に動き回る吉岡美穂の魅力的な姿がたっぷりと詰め込まれており、プレイヤーは一緒に南国でのリゾートを楽しんでいるかのような気分を味わうことができる。

通常時のBGMは、想い出の渚･ブルー・シャトウ･亜麻色の髪の乙女といった60年代のグループ・サウンズを代表するヒット曲のアレンジバージョンの中から、好きなものを選ぶことができる。

シリーズ機のBSRは、出玉ありの大当りラウンド数が4or8or15ラウンドに振り分けられている。

## スペック
- CRミスティックブルー XF-T[1][2]
  - 賞球数 3&4&10&13
  - 大当たり最高継続 15R（9カウント）
  - 大当たり確率 1/334.4
  - 確変中大当たり確率　1/33.4
  - 確変継続率　61%
  - 確変期間　次回大当たりまで
  - 時短システム　全ての大当たり終了後　100回転
- CRAミスティックブルー BSR
  - 賞球数 3&4&10&12
  - 大当たり最高継続 15R（9カウント）
  - 大当たり確率 1/99.9
  - 確変中大当たり確率　1/10.0
  - 確変継続率　50%
  - 確変期間　次回大当たりまで
  - 時短システム　全ての大当たり終了後　30回転
- CRAミスティックブルー BS
  - 賞球数 3&4&10&14
  - 大当たり最高継続 4R（9カウント）
  - 大当たり確率 1/91.1
  - 確変中大当たり確率　1/9.1
  - 確変継続率　58%
  - 確変期間　次回大当たりまで
  - 時短システム　全ての大当たり終了後　30回転

## 図柄
確変図柄
- 1
- 3
- 5
- 7
- 9

通常図柄
- 2
- 4
- 6
- 8

## 演出
予告アクション
- ステップアップ予告

2種類のステップアップ予告があり、吉岡美穂の写真ウインドウで発展する最大4段階のステップアップ予告と、アングルチェンジから始まる全3段階でステップアップしていく背景パターンがある。
いずれも後半にいくほど信頼度の高いリーチアクションに発展しやすくなっている。
- プッシュボタン予告

右にアングルチェンジすると始まる予告で、ボタンプッシュ後に現れる魚の種類などで信頼度を示唆する。
クジラなどが出現すればチャンスとなり、赤色ならさらにチャンスアップとなる。
- 食物連鎖予告

左にアングルチェンジすると始まる予告で、小魚から段々と大きな魚へと繋がる食物連鎖が発生する。大きな魚になるほどチャンスで、その魚の色が赤ならさらにチャンスアップとなる。
- バブル役モノ予告

液晶上部に搭載されたバブル役モノは、変動開始時やリーチ成立時、スーパー発展時などに下から順に点灯する。4つめの大きなランプまで点灯すれば大チャンスとなる。
- カットイン予告

リーチ成立時などに出現する可能性のある予告で、吉岡美穂の実写のカットインが出れば激アツとなる。
- 魚群予告

リーチ成立時に出現する可能性のある予告アクションで、魚群が通過していけば激アツとなる。

リーチアクション
リーチアクション中はCGの吉岡美穂が大活躍する。リラックスムードの演出から、アドベンチャー要素のあるドキドキのリーチアクションが搭載されている。
- 珊瑚リーチ

海辺の水たまりの中を魚が泳いで変動していくシンプルなリーチ。信頼度はやや低めである。
- ウミガメリーチ

ウミガメが生んだ卵の図柄で変動していくリーチアクション。消えていく卵から当たり図柄の子ガメが生まれれば大当たりとなる。
- ヘリコプターリーチ

故障したヘリコプターが吉岡美穂にどんどんと近づいてくるリーチアクション。接近するヘリコプターから逃げ切れれば大当たりとなる。
- ダイビングリーチ

ダイビング中の吉岡美穂が鮫と遭遇し、次々に図柄の魚たちを飲み込んでいくリーチアクションが展開する。当たり図柄が鮫から逃げ切れれば大当たりとなる。
- スカイダイビングリーチ

スカイダイビング中の吉岡美穂がハート型の島の住人から矢を打たれてパラシュートに穴が開いてしまう。無事に島に降り立つことができれば大当たりとなる。
大当たり確定のプレミアムリーチ以外で最も信頼度の高いリーチとなっている。
- 全回転リーチ

図柄が揃った状態で変動するプレミアムリーチ。発展した時点で確変大当たり確定である。
- 枠外プレミアム

枠外で図柄が揃った状態で再始動する。発展した時点で確変大当たり確定のプレミアムアクションとなる。

大当たりラウンド演出
通常大当たりだとムーディーな雰囲気の実写映像が流れ、確変大当たりだとさわやかな雰囲気の実写映像が展開される。
確変連チャンが続けばBGMが特別な曲に変化する。